# مارک کرک
مارک استیون کرک (به انگلیسی: Mark Steven Kirk)(زادهٔ ۱۵ سپتامبر ۱۹۵۹) سناتور ایالت ایلینوی در مجلس سنای ایالات متحده آمریکا بود. مارک کرک برای نخستین‌بار در ۲۹ نوامبر ۲۰۱۰ به‌عضویت این مجلس درآمد. وی در زمرهٔ سناتورهای گروه سوم است که به‌مدت ۶ سال در سنا حضور دارند و تا تاریخ ۳ ژانویه ۲۰۱۷ در این مجلس بود.
سناتور کرک، رسماً به حزب جمهوری‌خواه ایالات متحده آمریکا وابسته است. او از دانشگاه جرجتاون دکترای حقوق دارد، و دارای سابقه فعالیت در نیروهای مسلح آمریکا است.

## طرح تحریم ایران
در سال ۲۰۱۱ مجلس سنای آمریکا به پیشنهاد رابرت مندز، سناتور دمکرات و مارک کرک، سناتور جمهوری‌خواه، طرحی را پیشنهاد کردند که افزون بر تحریم بانک مرکزی ایران از سوی آمریکا، مؤسسات مالی خارجی که با این بانک معامله کنند نیز مورد تحریم قرار می‌دهد بر پایه این طرح یک دوره شش‌ماهه ضرب الاجل تعیین شد تا بازار جهانی نفت و شرکت‌های نفتی خود را با این تحریم‌ها تطبیق دهند.

## مواضع سیاسی

### ایران
در ۱۵ اردیبهشت ۱۳۹۰ سناتور کرک به همراه تعدادی از نمایندگان کنگره آمریکا، پیش‌نویس مصوبه‌ای را ارائه کرده‌اند که براساس آن، نماینده ویژه‌ای از ایالات متحده آمریکا برای امور حقوق بشر و دموکراسی ایران تعیین می‌شود.
آقای کرک هدف از این طرح را معرفی اسم‌ها و چهره‌های دربند و آسیب دیده سیاسی در ایران عنوان کرده، و گفته‌است باید داستان آزاردیده‌ها، معترضان و زندانیان سیاسی را روایت کنیم.
مارک کرک همچنین از حسین رونقی ملکی، و بسیاری دیگر از زندانیان سیاسی و آسیب دیدگان و جان باختگان حوادث پس از انتخابات نام برده و از آن‌ها یاد کرده‌است.
وی با اشاره به ندا آقا سلطان و اینکه وی به خاطر اعتراض به نتایج دزدیده شده انتخابات کشته شد از حسین رونقی یاد کرد و در مورد این وبلاگ‌نویس زندانی گفت: «حسین رونقی مالکی، جوانی ۲۵ ساله است که جزو اولین و جوانترین وبلاگ‌نویس‌هایی بود که سانسور اینترنتی حاکمیت را به چالش کشید. امروز او در زندان مخوف اوین، حبسی ۱۵ ساله را می‌گذراند. سلامت او نیز به دلیل داشتن عفونت کلیوی به خطر افتاده‌است.»
سناتور مارک کرک پیشتر و در فروردین ماه امسال نیز به همراه سه سناتور دیگر در نامه‌ای به هیلاری کلینتون، ویز خارجه آمریکا از او خواسته بود که محمود احمدی‌نژاد و ۲۵ مقام فعلی و سابق حکومت ایران را به عنوان ناقضان حقوق بشر تحریم کند.
او در سال ۲۰۱۱ به حسین رونقی (وبلاگنویس ایرانی در زندان اوین) پیام گرامیداشت فرستاد.
در اکتبر سال ۲۰۱۱ سناتور مارک کرک در گفتگوی با یک برنامه رادیویی خواستار اعمال مجازات‌های بیشتر اقتصادی و «گرفتن غذا از دهان مردم» ایران شد. سناتور کرک در پاسخ به این پرسش مجری برنامه رادیویی که از او پرسید: «وقتی به تحریمها و اقداماتی نظیر آن می‌رسیم، این موضوع پیش می‌آید که آیا شما به دنبال [آسیب رساندن به] حکومت آن کشور هستید یا می‌خواهید غذا را از دهان مردم آن کشور بگیرید؟» صراحتاً منظورش را چنین بیان کرد: «هیچ ایرادی ندارد که غذا را از دهان شهروندان کشوری بگیریم که می‌خواسته مستقیماً حمله ای را در خاک آمریکا تدارک ببیند»